# Royal Enfield
Royal Enfield é uma empresa multinacional indiana de fabricação de motocicletas com sede em Gurgaon . A marca Royal Enfield, incluindo a sua herança original inglesa, é a mais antiga marca global de motos em produção contínua. A empresa opera fábricas em Chennai, na Índia.
A primeira motocicleta Royal Enfield foi construída em 1901 pela The Enfield Cycle Company de Redditch, Worcestershire, Inglaterra, que foi responsável pelo design e produção original da Royal Enfield Bullet, o projeto de motocicleta mais longevo da história. A empresa fabrica motocicletas de aparência clássica. No Brasil, suas atividades começaram em 2017 e em Portugal em 2018.